# Polynoe pycnolepis
Polynoe pycnolepis är en ringmaskart som beskrevs av Grube 1877. Polynoe pycnolepis ingår i släktet Polynoe och familjen Polynoidae. Inga underarter finns listade i Catalogue of Life.